# Contracorriente
Pour plus de détails, voir Fiche technique et Distribution.
Contracorriente est un film péruvien réalisé par Javier Fuentes-León, sorti en 2009. Le film a été sélectionné pour représenter le Pérou à la 83e cérémonie des Oscars en 2010.

## Synopsis
Miguel est un pêcheur de Cabo Blanco, village de pêcheurs au nord du Pérou, aux coutumes très traditionnelles. Il est marié avec Mariela, et ils attendent leur premier enfant, mais Miguel entretient une liaison secrète avec un homme, Santiago, un peintre qui vient d'une famille riche en ville et qui s'est installé ici pour peindre. Ce dernier ne cache pas son homosexualité.
Santiago se noie accidentellement dans la mer, et son esprit apparaît à Miguel pour lui demander de l'aide. Miguel pense qu'il doit retrouver son corps pour que l'âme repose en paix. Le pêcheur plonge pour trouver le cadavre de son amant, mais découvre qu'il suffit qu'il pense à Santiago pour que celui-ci lui apparaisse, et lui seul peut le voir. Ainsi, ils peuvent toujours être ensemble sans être obligés de se cacher comme avant. Miguel décide donc de laisser le corps au fond de la mer, mais finalement en butte à l'hostilité du village - qui a appris sa liaison - et à sa femme qui le quitte, Miguel obtient l'accord du curé et de la famille du défunt : il lui donne les derniers rites funéraires avec sa sépulture dans la mer, devant tout le village assemblé.

## Fiche technique
- Scénario : Javier Fuentes-León
- Réalisation : Javier Fuentes-León
- Image : Mauricio Vidal
- Montage : Roberto Benavides
- Musique originale : Selma Mutal Vermeulen
- Durée : 100 minutes

## Distribution
- Tatiana Astengo : Mariela
- Manolo Cardona : Santiago
- Cristian Mercado : Miguel

## Distinctions
- Prix Sebastiane au Festival de Saint-Sébastien en 2009.
- Prix du jury et prix du public au Festival du film de Sundance en 2010.
- Prix du jury au Festival international du film de Carthagène.
- Prix du jury au Festival des films du monde de Montréal.
- Prix spécial à l'Outfest en 2010.